# Luchthaven Debrecen
Luchthaven Debrecen Internationaal (Hongaars: Debreceni nemzetközi repülőtér) is een van de vijf internationale luchthavens van Hongarije en ligt 5 km ten zuiden van Debrecen. 
Op dit moment rijdt er een stadsbus tussen de luchthaven en het centrum van Debrecen met als eindpunt de Universiteit van Debrecen.
in 2016 vervoerde de luchthaven 285.000 passagiers op jaarbasis.

## Geschiedenis
De luchthaven werd gesticht in de jaren twintig van de twintigste eeuw en verwelkomde in 1930 de eerste vlucht. 
Na de Tweede Wereldoorlog namen Sovjettroepen de luchthaven in bezit; in 1991 werd zij weer aan de Hongaarse regering teruggegeven. Sinds 2004 heeft de luchthaven de status van internationale luchthaven. 

## Vluchten
In het zomerseizoen van 2023 heeft de luchthaven vluchten van en naar:
- Londen
- Eindhoven
- München
- Tel Aviv
- Larnaca
- Burgas
- Corfu
- Kreta
- Antalya